# José Cepeda Adán
José Cepeda Adán (Madrid, 1916-Madrid, 1999) fue un profesor e historiador español.

## Biografía
Nació en Madrid en 1916. Licenciado en Historia por la Universidad Central, el 7 de octubre de 1946  y doctorado por la misma en 1951 con la tesis El estado castellano en la época de los Reyes Católicos según los cronistas, ingresó como profesor ayudante de la cátedra de Historia Moderna de España, en manos de Cayetano Alcázar Molina. En octubre de 1949 fue nombrado profesor adjunto provisional. En noviembre de 1959 fue nombrado encargado de cátedra, puesto que desempeñó hasta el 3 de enero de 1961, momento en que accedió al Cuerpo de Catedráticos de Universidad, merced a las oposiciones ganadas el 20 de diciembre de 1960.
Su primera cátedra, la de Historia de España de las Edades Moderna y Contemporánea, le llevó en 1961 hasta la Universidad de Santiago de Compostela. En septiembre de 1963 pasaría por concurso de traslados a la Universidad de Granada, donde permanecería hasta 1976. En plena Transición política, Cepeda Adán se trasladó a la Universidad Complutense de Madrid, de la que ya no se separaría. El 30 de septiembre de 1985 accedió a la jubilación, aunque continuó colaborando con su universidad como profesor emérito. Cepeda fue creador de una escuela de historiadores andaluces, en la que figuró Antonio María Calero.
Falleció en Madrid el 17 de febrero de 1999.

## Obra
Entre sus obras se encontraron títulos como La raíz de España, Un punto de vista en la cultura española, La Reconquista, Esquema para una historia de España, Síntesis de Historia de España, Sentido de la historia europea, Epílogo para una historia y La historia de España vista por los extranjeros, entre otras. Cepeda Adán, a quien se ha considerado un «enamorado de Madrid», escribió varios trabajos sobre la ciudad.